# Belchers havslange
Belchers havslange (latin: Hydrophis belcheri) er en slange med et giftigt bid. Den har et venligt temperament og skal normalt udsættes for hårdhændet behandling før den bider. De fleste som bides, er fiskere som røgter garn, men heraf er det kun en fjerdedel som forgiftes, eftersom slangen sjældent injicerer særligt megen af sin gift. Af denne grund og på grund af sit rolige væsen, betragtes den ikke generelt som særlig farlig.
Giften er stærk, men giftigheden af denne slanges gift er flere gange blevet draget i tvivl, og flere herpatologer og slange-entusiater udnævner Enhydrina schistosa og Oxyuranus microlepidotus til at have den farligste gift.

## Beskrivelse
Den er hvid med sorte striber , og har en flad hale som den bruger til at svømme.
Den har ingen naturlige fjender ud over mennesker.

## Generelt om havslanger
Havslanger har brug for en ekstrem gift for med det samme at kunne dræbe et bytte. Medens en slange på landjorden kan forfølge en mus på flugt, vil en slange i havet ikke have en jordisk chance for at finde et bytte, der slipper væk. Mørket kombineret med det grumsede vand og de mange gemmesteder på havbunden gør det umuligt at genfinde dyret. Derfor skal slangen kunne lamme sit byttedyr på et øjeblik.